# Re:にじぽり
re:にじぽりは、YBCラジオで2021年4月4日から放送されているラジオ番組。略称は「にじぽり」。放送時間は毎週日曜 22:30 - 23:00。
推奨ハッシュタグ「#にじぽり」。
2016年4月3日から2021年3月28日までオタク捜索 2次元ポリス（オタクそうさく にじげんポリス）として放送されていた。

## 概要
アニラジ×ネタ番組
オタクのオタクによるオタクのための番組でアニメ・漫画・ゲームなど2次元ジャンルを広く扱う。2017年4月から放送開始時刻が30分前倒しとなり60分番組となった。2021年3月28日に番組を終了。2021年4月から同じパーソナリティによる30分の新番組（実質的には番組タイトルの変更）となった。
- 一週目：買い出し紀行（おたく的テーマトーク）
- 二週目：今期アニメ
- 三週目：オタク大喜利・ほぼ月あかり（２次元アイドルコーナー）
- 四週目：月刊！めぎゅ誌（声優 梅澤めぐさんのコーナー）
- 毎週：喜利ギリしりとり

## 特徴
- ハッシュタグ「#にじぽり」を用いて番組オンエア時にパーソナリティがTwitter上でリスナーと交流するリアルタイムツイートが特徴。
- 今期アニメの話題から懐かしいオタク的話題まで幅広く取り扱う。
- ネットの掲示板や深夜のネタ番組的なノリでＯＫ。
- たくさんの企画を行っている。
- radikoによる全国からの参加。

## 出演者

### レギュラー捜査員（パーソナリティ）
- JORI（ジョリ）（2016.4-）
  - フリーアナウンサー歴20年以上・オタク歴約40年
  - まんがやMMORPGに詳しい。若い頃は舞台をやっていた。
  - 趣味はダイエット・特技はリバウンド
  - 番組では捜査員（進行）・ウェブ関連・画像や動画作成・取材・編集・放送作家・企画などを担当
- ポチくん（2019.6-）
  - ゲームブランドSORAKAZEのゲームクリエイター（シナリオライター）
- 相内抄彩（2022.1-）
  - フリーアナウンサー
  - VC繋いでTPSをプレイするガチゲーマー
  - 元レイヤー・アニメも大好き

### 捜査員（不定期出演）
- 渡辺悠介
  - 山形の劇団の劇作家＆俳優。ラジオディレクター。
  - アニメやゲーム、映画などに詳しい。
  - イケボ。
  - 放送運行を担当しつつ時折出演もする。
  - かつて（2019頃まで）はレギュラー捜査員だった。
- 玉井建也
  - 東北芸術工科大学准教授
  - 専門は歴史学・エンターテイメント文化研究

### 名誉顧問　２次元警視総監
- 吉田正高（故人）
  - 東北芸術工科大学教授
  - 番組黎明期から番組を支えてくださった名誉顧問
  - 広く深い造詣と熱い魂の２次元警視総監

### 歴代のレギュラー捜査員
- 土田貴子（2016.4-2017.3,2019.4-2020.3）舞台俳優：現在は芸名を花奏和音に改名
- 村越美咲（2017.4-2017.10）学生
- 武蔵亜矢子（2018.1-2020.3）フリーアナ
- イツッキー（2019.4-9）DJ
- 遥（2020.4-6）学生

## 番組コーナー
- 買い出し紀行
  - テーマや課題作品をきめてオタクトーク
- 今期アニメ
  - 毎期のアニメを捜査員が勝手に満足度クロスレヴュー
- オタク大喜利
  - オタク的な大喜利コーナー
- ほぼ月あかり
  - デレステPでもあるJORIが担当する2次元アイドルコーナー
- 月刊！めぎゅ誌
  - 声優 梅澤めぐさんのコーナー
- 喜利ギリしりとり
  - 普通の言葉なのになぜだかギリギリに聞こえるワードでしりとりをするコーナー
- なん便（なんでもお便り）
  - フツオタ（普通のお便り）からフツオタオタ（普通のオタクお便り）までご紹介
- にじぽり連歌（不定期）
  - 言葉を組み合わせあたらしい言葉を作る即興大喜利コーナー

## 企画
- ノベルゲーム「弥勒菩薩ND」作成（にじぽり委員会）
  - 中の人とリスナーたちでノベルゲーム作成
  - 《リスナー参加型美少女恋愛闇鍋ノベルゲーム》
- 動画配信チャンネル「まみスクエア」（にじぽり委員会）
  - ゲーム実況配信や雑談配信など
- コミケ参戦（にじぽり委員会）
  - 中の人がコミケにサークル参加
- マイクでマイクラ「マイクラ・ラ♪ラ♪ライフ」
  - マイクラでメディアタワーを建築する企画
- グッズ販売中
  - にじポ応援カードなど

## にじぽり委員会
- にじぽり委員会
  - 中の人が「にじぽり委員会」として様々な活動を行っている
  - 「にじぽり委員会」は山形放送とは無関係

## 歴代コーナー
- 捜査一課タカコの密着取調室
  - 土田貴子とリスナーが熱いトーク
- むらちゃんのお絵かきメモリアル
  - お絵かきトークコーナー
- マサタカレッジ
  - 吉田正高先生のコンテンツ文化史の出張ラジオ講義
- 私的職務質問
  - インタビューや取材のコーナー
- SSSS（シークレット・サウンド・ステッカー・サービス）
  - リスナーやアーティストが作るサウンドステッカー（ジングル）
- 連続ラジオドラマ「にじぽりすストーリー」（一期終了）
  - ハットとやまさん。イケボとメタボの迷コンビが活躍するラジオドラマ。
- お絵かきメモリアルVer.2.0
  - 近況をお絵かきするトークコーナー
- Monthly Manga Manyu-kiそれゆけ！まんまんまん
  - まんが大好きJORIが適度にマニアックな漫画を紹介するコーナー
- MIB -Movie Investigator Boy-
  - 映画好きのシナリオライター渡辺悠介がオススメの映画を解説
- 心理捜査官の妄想事件ファイル（不定期開催）
  - セリフだけを頼りにシチュエーションを想像（暴走）するクイズコーナー
  - ラジオドラマチャレンジや一問一答などいろんなバージョンアリ

## かつての企画
- にじぽり補完計画
  - 崖っぷちの「#にじぽり」を救うアイデアを大募集
  - リスナーやフォロワーを倍増させる案や制作費補填（？）案を募る
  - リスナーが「作り・支え・楽しむ」番組へ
- 専門学校デジタルアーツ仙台コラボ企画
  - 声優科の生徒が出演するコラボ企画
- 捜査員オーディション
  - まずは捜査員を一日体験してみませんか？
- アニラジ日曜会コラボ企画
  - 大分県のアニマジン。宮崎県のはぴあにっ。山形県のにじぽり。３番組の合同企画。
  - 2017年末に大分県で3番組が集結しコラボ番組を収録した。
- リスナー参加企画「のっとれ！にじぽり。あなたがＰ」
  - リスナーが番組でやってみたい企画を募集。
  - 2018年始に実際にリスナーをスタジオに招いて企画を実現。
- 「ぼうねん」
  - カラオケ忘年会の模様を放送

## 放送時間変遷
re:にじぽり
- 毎週日曜 22:30 - 23:00（30分）　2021.4-

オタク捜索 2次元ポリス
- 毎週日曜 22:00 - 23:00（60分）　2017.4-2021.3
- 毎週日曜 22:30 - 23:00（30分）　2016.4-2017.3